# Hoplobatrachus
Hoplobatrachus – rodzaj płazów bezogonowych z podrodziny Dicroglossinae w rodzinie Dicroglossidae.

## Zasięg występowania
Rodzaj obejmuje gatunki występujące w Afryce Subsaharyjskiej na południe do Angoli, skrajnie północno-wschodniej Zambii i Tanzanii; na Półwyspie Indyjskim, Sri Lance, Malezji, Mjanmie, Tajlandii i południowych Chinach (introdukowane na Borneo i Madagaskarze).

## Systematyka

### Etymologia
- Hoplobatrachus: gr. ὁπλον hoplon „broń, zbroja”[8]; βατραχος batrakhos „żaba”[9].
- Hydrostentor: gr. ὑδρο- hudro- „wodny-”, od ὑδωρ hudōr, ὑδατος hudatos „woda”[10]; w  mitologii greckiej Stentor (gr. Στεντωρ Stentōr, łac. Stentor) był greckim wojownikiem walczącym pod Troją, który słynął z donośnego głosu[11]. Gatunek typowy: Hydrostentor tigrina var. pantherina Steindachner, 1867 (= Rana rugulosa Wiegmann, 1834).
- Ranosoma: łac. rana „żaba”[12]; σωμα sōma, σωματος sōmatos „ciało”[13]. Gatunek typowy: Ranosoma schereri Ahl, 1924 (= Rana occipitalis Günther, 1858).
- Tigrina: łac. tigrinus „tygrysi, pasiasty jak tygrys”, od tigris, tigridis „tygrys”, od gr. τιγρις tigris, τιγριδος tigridos „tygrys”[14]. Gatunek typowy: Rana tigerina Daudin, 1803.

### Podział systematyczny
Do rodzaju należą następujące gatunki:
- Hoplobatrachus chinensis (Osbeck, 1765)
- Hoplobatrachus crassus (Jerdon, 1853)
- Hoplobatrachus litoralis Hasan, Kuramoto, Islam, Alam, Khan & Sumida, 2012
- Hoplobatrachus occipitalis (Günther, 1858)
- Hoplobatrachus salween Thongproh, Chunskul, Sringurngam, Waiprom, Makchai, Cota, Duengkae, Duangjai, Hasan, Chuaynkern & Chuaynkern, 2022
- Hoplobatrachus tigerinus (Daudin, 1802) – żaba tygrysowata[15]